# Pó (departamento)
O Departamento de Pô  era um antigo departamento francês do Primeiro Império Francês, na atual Itália.
O departamento foi criado em 1802, quando Napoleão Bonaparte ocupou o Reino de Sardenha. Sua capital era Turim.
O departamento foi nomeado em 20 de setembro de 1802 com o mesmo nome de um importante rio que atravessa a região, o Rio Pó, por decreto assinado pelo administrador-geral de Piemonte, o general Jean-Baptiste Jourdan. Anteriormente, no dia 11, havia recebido o nome "departamento de Éridan", tirado do  nome antigo do rio.
Após a criação, o departamento foi dividido em três  arrondissements ( divisões administrativas): Turim, Susa e Pinerolo.
Após a derrota de Napoleão em 1814 o território foi dissolvido. Atualmente, este  território  é parte da italiana Província de Turim.